# Філідор бурочеревий
Філідо́р бурочеревий (Automolus virgatus) — вид горобцеподібних птахів родини горнерових (Furnariidae). Мешкає в Центральній і Південній Америці. Раніше вважався конспецифічним з рископерим філідором.

## Опис
Довжина птаха становить 17-18 см, вага 24-32 г. Верхня частина тіла оливково-коричнева, тім'я дещо темніше. Тім'я, шия і спина поцятковані охристими плямами. Крила і хвіст рудуваті. Горло світло-охристе, нижня частина тіла тьмяно-бурувата, груди поцятковані жовтуватими плямами.

## Підвиди
Виділяють чотири підвиди:
- A. v. nicaraguae (Miller, W & Griscom, 1925) — схід Нікарагуа, спостерігався на сході Гондурасу;
- A. v. virgatus (Lawrence, 1867) — Коста-Рика і західна Панама (на схід до Вераґуасу);
- A. v. assimilis Berlepsch & Taczanowski, 1884 — східна Панама (на схід від Колону), західна Колумбія і західний Еквадор (на південь до Асуаю і Ель-Оро);
- A. v. cordobae (Meyer de Schauensee, 1960) — північно-західна Колумбія.

## Поширення і екологія
Буррочереві філідори мешкають в Нікарагуа, Коста-Риці, Панамі, Колумбії і Еквадорі. Вони живуть в підліску вологих тропічних лісів. Зустрічаються на висоті до 1700 м над рівнем моря, переважно на висоті до 1100 м над рівнем моря.